# Speleomantes supramontis
Speleomantes supramontis  (лат.) — вид амфибий из рода европейских пещерных саламандр (Speleomantes) отряда хвостатых земноводных. Ранее данный вид относился к роду Hydromantes.

## Ареал
Этот вид является эндемиком Центрально-Восточной Сардинии (территории вокруг залива Оросеи, долина реки Чедрино).

## Образ жизни
Как и другие представители рода, саламандры этого вида обитают в карстовых пещерах и трещинах в земле. Известны находки на глубине 290 метров от поверхности. Предпочтительная температура несколько выше, чем континентальных видов.